# Bledius annae
Bledius annae är en skalbaggsart som beskrevs av Sharp 1911. Bledius annae ingår i släktet Bledius, och familjen kortvingar. Arten har ej påträffats i Sverige.